# بين الماضي والمستقبل
بين الماضي والمستقبل (بالإنجليزية: Between Past and Future)‏ هو كتاب للمنظرة السياسية الأمريكية اليهودية من أصل ألماني حنة آرنت، ونشر عام 1961، ويتناول ثماني موضوعات في الفكر السياسي.

## الموضوع
تتشارك جميع فصول الكتاب فكرة مركزية. البشر يعيشون بين الماضي وبين الحاضر المجهول. ويجب عليهم أن يفكروا باستمرار في الوجود، وكل إنسان مطلوب منه تعلم التفكير. وقد اعتاد البشر الركون إلى التقاليد في الماضي، لكن في العصر الحديث هُجرت هذه التقاليد، ولم يعد ثمة احترام للتقاليد أو للثقافة.
وتحاول حنة آرنت من خلال الكتاب إيجاد الحلول للبشر لكيفية تعلم التفكير مرة أخرى. وترى أنه من المحال العيش مرة أخرى بالتقاليد، وأن الفلسفة المعاصرة لم تنجح في مساعدة البشر في العيش بطريقة صحيحة.